# Tmolos
Dans la mythologie grecque Tmolos (en grec ancien Τμώλος) est l'époux d'Omphale et le roi de Lydie. Le mont Tmolos, situé en Lydie, dans la Turquie actuelle, a pris son nom. Selon Ovide, Tmolos était aussi un dieu personnifiant cette montagne qui aurait servi d'arbitre lors de l'affrontement musical entre les dieux Pan et Apollon,.

## Mythologie
Roi de Lydie, prétendument marié à la reine Omphale, il viole la Nymphe chasseresse Arrhipé, grande prêtresse d'Artémis, sur la couche sacrée du temple de la déesse. Arrhipé se pend alors, de désespoir, mais invoque Artémis/Diane avant son suicide. La déesse indignée, pour la venger, lâche un taureau furieux sur Tmolos qui en chutant s'empala sur des pieux et agonisa dans d'affreuses douleurs. Le fils de Tmolos, Théoclymène, enterre son père sur place et rebaptise la montagne précédemment consacrée à Artémis du nom de son père.

## Sources
- Pseudo-Apollodore, Bibliothèque [détail des éditions] [lire en ligne] (II, 6, 3).
- Ovide, Métamorphoses [détail des éditions] [lire en ligne] (XI, 156-171).